# Nikolaï Miaskovski
Nikolaï Iakovlevitch Miaskovski (en russe : Николай Яковлевич Мясковский) est un compositeur russe et soviétique, né le 20 avril 1881 en Pologne et mort à Moscou (Union soviétique) le 9 août 1950.

## Biographie

### Jeunesse et formation
Nikolaï Miaskovski naquit à Novogueorguiyevsk, dans les environs de Varsovie le 20 avril 1881 alors que la Pologne faisait encore partie de l'Empire russe.
Après le décès précoce de sa mère, il fut élevé par son père, officier ingénieur dans l'Armée impériale russe et sa tante paternelle, ancienne cantatrice de l'Opéra de Saint-Pétersbourg. Ils s'installèrent à Saint-Pétersbourg où il fut élève au 2e corps de cadets.
Il reçut des leçons de piano et de violon, mais on le découragea d'embrasser une carrière musicale et il projeta, à l'image de son père, de devenir ingénieur dans l'armée russe. Toutefois, l'audition de la Symphonie pathétique de Tchaïkovski en 1896, sous la baguette d'Arthur Nikisch, le décida — secrètement — de céder à ses ambitions artistiques. En 1902, arrivé à la fin de ses études d'ingénieur, et alors qu'il était jeune engagé dans un bataillon de sapeurs à Moscou, il prit des leçons privées avec Reinhold Glière — et, posté à Saint-Pétersbourg, avec Ivan Krijanovsky — dans l'optique d'intégrer le prestigieux conservatoire de Saint-Pétersbourg.
Le jury, qui comprenait Anatoli Liadov et Nikolaï Rimski-Korsakov l'accepta en 1906, et les deux compositeurs devinrent ses professeurs. Âgé alors de 25 ans, Nikolaï Miaskovski était naturellement le plus âgé des élèves, mais il se lia vite avec Sergueï Prokofiev (son cadet de dix ans et trois jours) d'une amitié qui durera toute leur vie — et d'un désamour commun pour leur professeur Anatoli Liadov ; le mépris de celui-ci pour la musique de Grieg conduit le jeune Miaskovski à choisir un thème de Grieg pour conclure son troisième quatuor à cordes.
Les deux jeunes compositeurs travaillent ensemble, et si aucune œuvre commune ne paraît alors, ils réutiliseront plus tard les idées développées à cette époque dans leurs œuvres respectives (sonates pour piano nos 3 et 4 de Prokofiev ; 10e quatuor et sonates pour piano nos 5 et 6 de Miaskovski).

### Début de carrière
Miaskovski obtint son diplôme en 1911. Son travail de fin d'études, sa première symphonie (do mineur, Op. 3, 1908/1921) ainsi que sa lugubre troisième symphonie (en la mineur, Op. 15, 1914) ou sa première sonate pour piano (ré mineur, Op. 6, 1907-10) portent les traces de l'influence de Tchaikovsky et Scriabine.
Il fut nommé professeur au Conservatoire de Moscou, poste qu'il conservera jusqu'à la fin de sa vie.

## Œuvre
Il composa un nombre important d'œuvres, dont 27 symphonies, un concerto pour violon et un concerto pour violoncelle (1944). Elles restent relativement peu connues en dehors de l'ex-URSS. Proche ami de Sergueï Prokofiev, il eut Aram Khatchatourian, Vissarion Chebaline, Dmitri Kabalevski et Moukan Toulebaev parmi ses élèves. Vissarion Chebaline, découvert par Miaskovski tandis qu'il avait 20 ans, lui dédiera sa 5e symphonie.